# 山本启治
山本启治（山本ケイジ，やまもと けいじ，1978年3月8日—）是日本的插畫家與漫畫家，出生、居住在日本和歌山縣。還有另一筆名。和同人作家TA&A共同組成同人團體『Mechanical Pencil』。區隔筆名的方式不明。根據網頁上的個人資料，超肉是先出現的筆名，前面提到的TA&A也用超肉稱呼，所以應該以超肉為主。

## 人物
- 在網頁中的個人網頁提到，相當尊敬原田たけひと[1]、安倍吉俊[2]、安田典生[3]三位原畫師。角色造型、上色受到原田相當大的影響。『魔界戰記迪斯凱亞』和『Phantom Brave』的插畫和原田的插畫相似到無法一眼分辨的程度。
- 不過並不只有模仿，也能夠描繪出獨特的感觸，實力雄厚。賣座的『仰望半月的夜空』插畫，便能夠看出山本獨特的特色。
- 最喜歡稻川淳二。

## 作品一覽

### 畫集
- 山本ケイジ畫集 半月－HANGETSU－
- 超肉畫集 新月-SHINGETSU- The Art of CHOUNIKU

### 插畫
山本ケイジ名義
- 仰望半月的夜空(橋本紡著，台灣角川、天聞角川出版)共八本，已出版完畢
- ヴァーテックテイルズ(尾關修一著，未出中文版)
- サバキの時間（本保智著，未出中文版)
- TETORA（深澤美潮著，未出中文版)

超肉名義
- 魔界戰記迪斯凱亞(神代創著，尖端出版)已出版六本
- 秋吉同學幫幫忙(不破悠著，東立出版)已出版四本，完結
- 青葉君與宇宙人(松野秋鳴著，東立出版)，已出版三本，完結
- 幽靈勇者(神代創著，尖端出版)已出版兩本
- 幽靈王國(ファントム・キングダム，Phantom Kingdom，神代創著，未出中文版)
- いろんな地球の救いかた（ゆうきりん著，未出中文版）

### 漫畫
- 悪魔のマクアさん(未出中文版)

## 註解
1. ↑  打工魔法師插畫
2. ↑  歡迎加入NHK!插畫
3. ↑  神樣家族插畫

## 外部連結
- CNSL （页面存档备份，存于）（公式網站）